# Aeropuerto Internacional Camilo Daza
El Aeropuerto Internacional Camilo Daza (IATA: CUC, OACI: SKCC) es un terminal aéreo ubicado en la ciudad colombiana de Cúcuta. Cuenta con dos pistas cruzadas debido a que se encuentra en una zona de vientos cruzados. Lleva su nombre en honor a Camilo Daza, precursor de la aviación colombiana. 
Es uno de los 5 aeropuertos presentes en la región fronteriza Cúcuta - San Cristóbal, siendo los otros SVSA, SVSO, SVLF y SVPM
En 2018 la Aerocivil le otorgó la  certificación de aeródromo al aeropuerto, lo que indica que las instalaciones, el equipo y los procedimientos operacionales se ajustan a las normas y métodos recomendados especificados al convenio sobre aviación civil internacional. Son cinco aeropuertos del país que cuentan con dicha certificación.

## Descripción
Esta terminal aérea está ubicada a 5 km del centro de la ciudad, aproximadamente a 15 minutos del mismo por la Avenida Camilo Daza. Actualmente, por número de pasajeros es el décimo aeropuerto de Colombia, además de ser uno de los 14 de carácter internacional que posee el país, por esta razón se invirtió en la ampliación, adecuación y mantenimiento de las salas de abordaje nacional e internacional. La terminal aérea está siendo sometida a un proceso de modernización por parte de la Concesionaria Aeropuertos de Oriente S.A.S, contemplando una ampliación del edificio, renovación de equipos, instalación de escaleras eléctricas, ascensores y renovación del cerramiento perimetral, esta concesionaria realizó las modernizaciones de los aeropuertos de Bucaramanga, Valledupar, Santa Marta y Barrancabermeja, entre otros.

## Historia
El Aeropuerto Internacional Camilo Daza fue inaugurado el 10 de octubre de 1971 por el entonces Presidente de la República, Misael Pastrana Borrero y su Ministro de Obras Públicas, Argelino Durán Quintero. Por iniciativa del entonces Presidente de la Sociedad de Mejoras Públicas Juan Agustín Ramírez Calderón, se le dio al Aeropuerto el nombre de Camilo Daza como homenaje al precursor de la aviación.
En el 2005 la Aeronáutica Civil de Colombia llevó a cabo una gran renovación del aeropuerto, buscando transformarlo en uno de los más modernos de toda la nación.
El 6 de agosto de 2010 en el marco de la Macro Rueda Internacional de Negocios, el Viceministro de Turismo Oscar Rueda anunció la ruta internacional directa hacia Ciudad de Panamá, Panamá. Esta ruta inició el 19 de diciembre de 2011 operando cuatro vuelos por semana. Dicha ruta permitió la denominación del aeropuerto como 'internacional'.
El 26 de abril de 2019 se concluyó los trabajos de expansión del aeropuerto realizados por el Ministerio de Transporte y la Agencia Nacional de Infraestructura, donde su principal objetivo era la remodelación de la fachada, ampliando el edificio en 3.945 m² para salidas nacionales e internacionales, así mismo la construcción de 2 edificios de la Aerocivil.

## Servicios y estructuras
- El aeropuerto cuenta con una sala VIP "The Lounge", la cual cuenta con diferentes servicios tales como Wi-Fi, diferentes ambientes, televisión digital, barra de comidas, aire acondicionado y diferentes materiales de entretenimiento. Se ofrece acceso para personas con Priority Pass, Visa Airport Companion y quien desee pagar la respectiva tárifa.

- El estacionamiento es al aire libre, con excelente arborización, está ubicado frente a la terminal aérea en el área externa y posee plazas reservadas para discapacitados. El aeropuerto cuenta con dos parqueaderos: Uno es privado (solo para funcionarios) a cargo de Aeropuertos de Oriente S.A.S y otro público (dado en arrendamiento a un tercero).

- En caso de pérdida, daño total o parcial del equipaje a bordo, dirigirse con pasaje y ticket del equipaje declarado, al mostrador de la compañía aérea en cuestión o en su defecto en el mostrador de informes.

- La terminal ofrece servicios de restaurante, bar, heladería, cafetería, agencias de viajes, oficinas de cambio de divisas, centro de telefonía móvil, entre otros.

- El aeropuerto cuenta con acceso a la terminal aérea con rampas demarcadas y ascensores para personas con movilidad reducida. Así mismo, en parqueaderos se tienen zonas definidas y señalizadas para la prestación del servicio. Al viajar, el pasajero debe solicitar el servicio de asistencia en el momento de realizar la reserva; posteriormente en los módulos de check-in de las aerolíneas el personal de asistencia en tierra brindará el servicio de traslado del pasajero hasta la aeronave.

## Aerolíneas y destinos

### Destinos nacionales

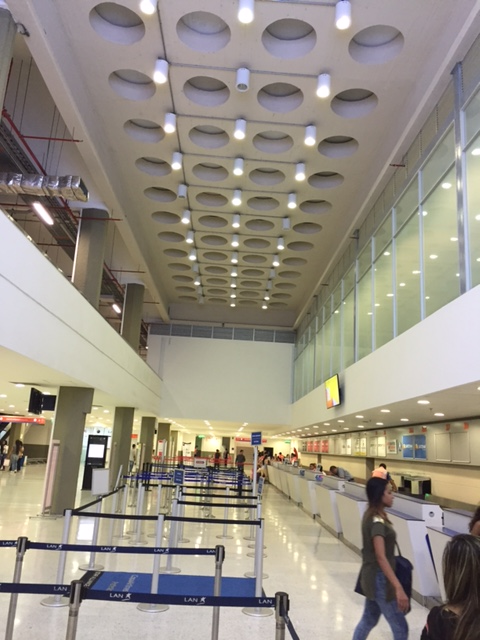
Antiguo hall principal del Aeropuerto

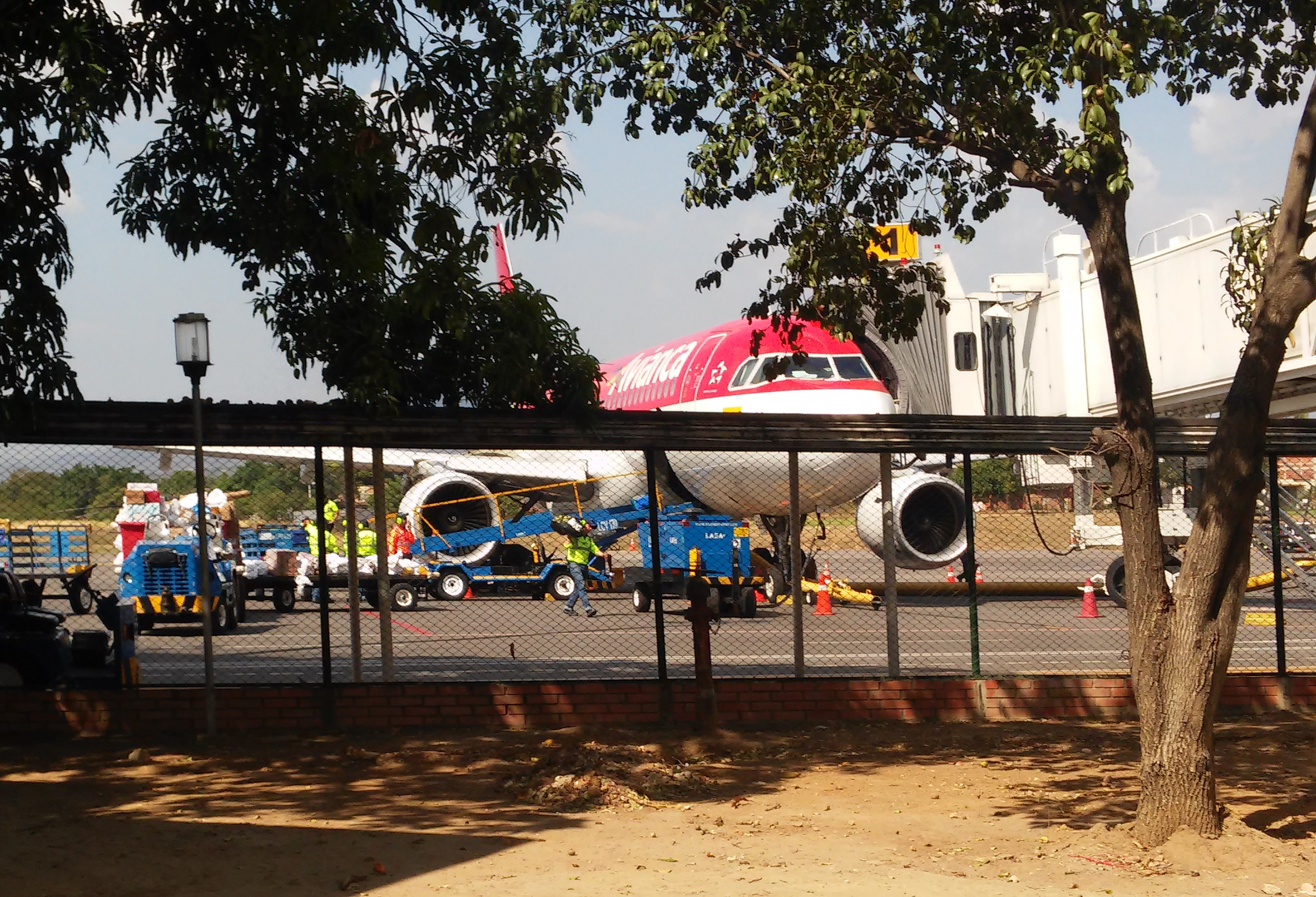

Se brinda servicio a 8 ciudades dentro del país a cargo de 5 aerolíneas. 
| Ciudades                                                   | Nombre del aeropuerto                                      | Aerolíneas (frecuencias semanales) | Aerolíneas (frecuencias semanales) | Aerolíneas (frecuencias semanales) | Aerolíneas (frecuencias semanales) | Aerolíneas (frecuencias semanales) | Aerolíneas (frecuencias semanales) |
| Ciudades                                                   | Nombre del aeropuerto                                      | Satena                             | Avianca                            | JetSMART                           | LATAM Colombia                     | Clic Air                           | #                                  |
| ---------------------------------------------------------- | ---------------------------------------------------------- | ---------------------------------- | ---------------------------------- | ---------------------------------- | ---------------------------------- | ---------------------------------- | ---------------------------------- |
| Arauca                                                     | Aeropuerto Santiago Pérez Quiroz                           | ● (3)                              |                                    |                                    |                                    |                                    | 1 (3)                              |
| Barranquilla                                               | Aeropuerto Internacional Ernesto Cortissoz                 | ● (2)                              |                                    |                                    |                                    |                                    | 1 (2)                              |
| Bogotá                                                     | Aeropuerto Internacional El Dorado                         |                                    | ● (77)                             |                                    | ● (14)                             |                                    | 2 (91)                             |
| Bucaramanga                                                | Aeropuerto Internacional Palonegro                         |                                    |                                    |                                    |                                    | ● (17)                             | 1 (17)                             |
| Cartagena de Indias                                        | Aeropuerto Internacional Rafael Núñez                      |                                    |                                    | ● (3)                              |                                    |                                    | 1(3)                               |
| Medellín                                                   | Aeropuerto Internacional José María Córdova                |                                    | ● (10)                             | ● (7)                              |                                    |                                    | 2(17)                              |
| Ocaña                                                      | Aeropuerto Aguas Claras                                    | ● (3)                              |                                    |                                    |                                    |                                    | 1 (3)                              |
| Tibú (desde el 18 de junio del 2025)                       | Aeropuerto de Tibú                                         | ● (3)                              |                                    |                                    |                                    |                                    | 1(3)                               |
| Total: 8 destinos, 5 aerolíneas, 143 frecuencias semanales | Total: 8 destinos, 5 aerolíneas, 143 frecuencias semanales | 4 (11)                             | 2 (87)                             | 2 (10)                             | 1 (14)                             | 1(17)                              | 5(139)                             |

Aeronaves
- Satena: ATR42 / E145 / Beechcraft 1900

- Avianca: A320

- JetSMART: A320N

- LATAM Colombia: A320

- Clic Air: ATR42

### Próximas rutas
| Ciudad                             | Nombre del aeropuerto                           | Aerolíneas     | Aeronaves            | Frecuencias propuestas |
| Nacional                           | Nacional                                        | Nacional       | Nacional             | Nacional               |
| ---------------------------------- | ----------------------------------------------- | -------------- | -------------------- | ---------------------- |
| Barranquilla                       | Aeropuerto Internacional Ernesto Cortissoz      | JetSMART Wingo | A320N Boeing 737-800 | 14                     |
| Bogotá                             | Aeropuerto Internacional El Dorado              | JetSMART       | A320                 | 14                     |
| Bucaramanga                        | Aeropuerto Internacional Palonegro              | SATENA         |                      |                        |
| Cali                               | Aeropuerto Internacional Alfonso Bonilla Aragón | JetSMART       | A320                 | 7                      |
| Cartagena de Indias                | Aeropuerto Internacional Rafael Núñez           | Avianca        | A319, A320, A320N    | 7                      |
| Pereira                            | Aeropuerto Internacional Matecaña               | JetSMART       | A320N                | 7                      |
| Santa Marta                        | Aeropuerto Internacional Simón Bolívar          | JetSMART       | A320                 | 7                      |
| América del Sur                    |                                                 |                |                      |                        |
| Perú (1 destino, 1 aerolínea)      |                                                 |                |                      |                        |
| Lima                               | Aeropuerto Internacional Jorge Chávez           | Sky Airline    | A320N                | 7                      |
| Venezuela (1 destino, 1 aerolínea) |                                                 |                |                      |                        |
| Maracaibo                          | Aeropuerto Internacional de La Chinita          | SATENA         | E145                 | 2                      |

### Destinos internacionales
Se ofrece servicio a 1 destino internacional, a cargo de 1 aerolínea.
| Ciudades por países                                       | Nombre del aeropuerto               | Aerolíneas                | Aeronaves                 | Frecuencias semanales     |
| Centroamérica y El Caribe                                 | Centroamérica y El Caribe           | Centroamérica y El Caribe | Centroamérica y El Caribe | Centroamérica y El Caribe |
| --------------------------------------------------------- | ----------------------------------- | ------------------------- | ------------------------- | ------------------------- |
| Panamá (1 destino, 1 aerolínea)                           |                                     |                           |                           |                           |
| Ciudad de Panamá                                          | Aeropuerto Internacional de Tocumen | Copa Airlines             | B738                      | 11                        |
| Total: 1 destinos, 1 países, 1 aerolíneas, 11 frecuencias |                                     |                           |                           |                           |

### Antiguos destinos
Vuelos internacionales
| Destino               | Aeropuerto                                          | Notación      |
| --------------------- | --------------------------------------------------- | ------------- |
| Avianca               |                                                     |               |
| Miami                 | Aeropuerto Internacional de Miami                   | Finalizó 1990 |
| Estelar Latinoamérica |                                                     |               |
| Porlamar              | Aeropuerto Internacional del Caribe Santiago Mariño |               |
| LATAM Colombia        |                                                     |               |
| Maracaibo             | Aeropuerto Internacional de La Chinita              | Finalizó 2003 |
| Aeropostal            |                                                     |               |
| Caracas               | Aeropuerto Internacional de Maiquetía Simón Bolívar |               |
| JetSmart Perú         |                                                     |               |
| Lima                  | Aeropuerto Internacional Jorge Chávez               | 2024          |

Vuelos nacionales
| Destino         | Aeropuerto                                 | Aerolínea              | Notación      |
| --------------- | ------------------------------------------ | ---------------------- | ------------- |
| Barrancabermeja | Aeropuerto Yariguíes                       | Avianca                | Finalizó 2008 |
| Barranquilla    | Aeropuerto Internacional Ernesto Cortissoz | Avianca                | Finalizó 2008 |
| Barranquilla    | Aeropuerto Internacional Ernesto Cortissoz | ADA                    | Finalizó 2016 |
| Bogotá          | Aeropuerto Internacional El Dorado         | Copa Airlines Colombia | Finalizó 2013 |
| Bucaramanga     | Aeropuerto Internacional Palonegro         | LATAM Colombia         | Finalizó 2012 |
| Bucaramanga     | Aeropuerto Internacional Palonegro         | Satena                 | Finalizó 2015 |
| Cartagena       | Aeropuerto Internacional Rafael Núñez      | LATAM Colombia         | Finalizó 2010 |
| Cartagena       | Aeropuerto Internacional Rafael Núñez      | ADA                    | Finalizó 2013 |
| Medellín        | Aeropuerto Olaya Herrera                   | LATAM Colombia         | Finalizó 2012 |
| Medellín        | Aeropuerto Olaya Herrera                   | Satena                 | Finalizó 2015 |
| Medellín        | Aeropuerto Olaya Herrera                   | ADA                    | Finalizó 2017 |

## Estadísticas
| Movimientos | 2018    |  | 2012    | 2011    | 2010    | 2009    | 2008    | 2007    | 2006    | 2005    | 2004    | 2003    | 2002    | 2001    | 2000    |
| ----------- | ------- |  | ------- | ------- | ------- | ------- | ------- | ------- | ------- | ------- | ------- | ------- | ------- | ------- | ------- |
| Pasajeros   | 949.000 |  | 982.345 | 954.065 | 897.931 | 843.543 | 803.589 | 765.831 | 734.871 | 678.040 | 665.892 | 598.306 | 550.841 | 516.098 | 467.590 |
| Carga (TM)  | ?       |  | ?       | 27.589  | 22.563  | 19.650  | 19.059  | 18.425  | 17.998  | 17.549  | 17.052  | 16.895  | 16.384  | 15.983  | 15.567  |

## Accidentes
- El 17 de marzo de 1988, el Vuelo 410 de Avianca, un Boeing 727 con matrícula HK-1716 que acababa de despegar del Aeropuerto Internacional Camilo Daza de Cúcuta, se estrelló contra el cerro  Espartillo. Al momento del accidente realizaba la ruta nacional regular Cúcuta - Cartagena de Indias con 136 pasajeros a bordo y una tripulación de 7 miembros. Murieron los 143 ocupantes de la aeronave. La investigación determinó que varias causas tanto pasivas como activas provocaron el accidente, pero la principal razón fue la distracción por parte del piloto.[13]

## Noticias
El 14 de diciembre de 2021, una explosión se escuchó a inmediaciones del aeropuerto a las 5:15 a. m. , las autoridades presentes en la zona informaron de un ataque terrorista dentro de la malla perimetral que divide al aeropuerto con la población circundante. Según el reporte; Un hombre mientras llevaba una bomba esta explotó accidentalmente. De manera inmediata, los medios de comunicación como la población en general informaban lo sucedido desde fuera de la malla perimetral. 
Al lugar del hecho llegaron las FF.MM. , la policía y los agentes antiexplosivos, se emitió una alarma de más bombas y cualquier objeto desconocido. Una hora más tarde, mientras las autoridades hacián reconocimiento de la zona, dos agentes antiexplosivos identifican una maleta y "sin elementos de seguridad"  se acercaron para verificar el contenido, cuando una segunda explosión les causa la muerte. 
Los expertos en explosivos concluyeron que la primera carga tenía un temporizador, mientras la segunda carga fue accionada por control remoto desde algún punto donde observaban lo que sucedía. Los expertos indican que la carga estaba compuesta por 30 kilos de pentolita y al parecer el blanco eran unas aeronaves de la Fuerza Pública, se sospecha al Eln o las disidencias del frente de su autoría.
El presidente de Colombia Iván Duque repudió el ataque y lo calificó de acto terrorista, además dijo que no quedará en la impunidad y desde el Estado colombiano se ofreció una recompensa de COP 100 millones. El ministro de defensa, Diego Molano responsabilizó al gobierno de Venezuela del ataque. El ministro de defensa de Venezuela Vladimir Padrino López negó los señalamientos y calificó las palabras de Molano como "xenofobia" a los migrantes venezolanos en Colombia.